# Sinfonia n. 60 (Haydn)
La sinfonia n. 60 in Do maggiore, nota anche con il sottotitolo (in italiano nell'originale) Il distratto, è una composizione musicale scritta dal musicista austriaco Franz Joseph Haydn tra il 1774 e il 1775.

## Storia
Quella che sarebbe divenuta la sinfonia n. 60 nacque come la musica del testo teatrale Der Zerstreute (Il distratto), una versione tedesca in prosa del pezzo in cinque atti Le distrait di Jean-François Regnard, risalente al 1697. Tale pezzo era stato ripreso dalla compagnia teatrale di Karl Wahr nel 1774 e venne rappresentato alla corte degli Esterházy a Fertőd e al Theater am Kärntnertor a Vienna tra il 1775 e il 1776.
La trama della commedia era incentrata su una madre, Madame Grognac, fermamente intenzionata a dare in sposa sua figlia Isabelle, innamorata di Chevalier, all'incorreggibilmente distratto Leander, il quale però è innamorato di Clarice, sorella di Chevalier. Nei numerosi equivoci, perlopiù dovuti alle distrazioni di Leander, che caratterizzano lo svolgimento della commedia, il protagonista confonde le due ragazze e dopo che, infine, le due coppie (Leander e Clarice, Isabelle e Chevalier) sono riuscite a unirsi felicemente per poco non dimentica di andare al suo matrimonio.
La sinfonia n. 60, che ha poi conservato il sottotitolo italiano Il distratto, è composta dall'ouverture, dai quattro entr'acte e dal finale della musica composta da Haydn per la produzione teatrale.

## Descrizione
Diverse caratteristiche della musica di Haydn riflettono la svagatezza e la distrazione del protagonista in quella che è una sinfonia dal gusto complessivo fortemente comico: improvvisi passaggi da forte a piano, cambiamenti repentini nell'armonia e accostamento di motivi contrastanti, ripetizioni, interruzioni e cambiamenti nel ritmo.
La sinfonia, composta per 2 oboi, 2 corni in do alto e sol, 2 trombe in do, timpani, 2 violini, 2 viole, violoncello, contrabbasso, fagotto e clavicembalo, è divisa in sei movimenti:
1. Adagio, 2/4 – Allegro di molto, 3/4
2. Andante, 2/4 in Sol maggiore
3. Menuetto – Trio, 3/4 (trio in Do minore)
4. Presto, 2/4 in Do minore e maggiore
5. Adagio (di lamentatione), 2/4 in Fa maggiore
6. Finale – Prestissimo, 2/4

La lenta introduzione del primo movimento si apre con una fanfara simile a quella che si trova all'inizio della sinfonia n. 50, che a sua volta era nata come ouverture per un pezzo teatrale. L'allegro che segue è in forma-sonata. Il secondo tema ha una sezione significativamente indicata nella partitura con l'annotazione perdendosi, che può essere ricollegata ancora una volta alla svagatezza del protagonista della commedia. Nella sezione di sviluppo compare una citazione del motivo ad arpeggio che apre la sinfonia n. 45, ripetuto a diverse altezze.
Il movimento lento è caratterizzato da un'alternanza tra motivi lirici suonati dagli archi e fanfare suonate dagli oboi e dai corni; tale alternanza, in relazione alla rappresentazione teatrale, evoca il dialogo di due personaggi, uno femminile e uno maschile; simili tipi di temi erano già stati accostati da Haydn nelle sue sinfonie n. 28 e n. 65. La sezione di sviluppo contiene una parodia di una danza popolare francese.
Il breve minuetto, dal tono pomposo, è in contrasto con la ricomparsa immediatamente successiva dello sbadato protagonista nel trio.
Il quinto movimento introduce brevemente i timpani e le trombe, che non sarebbero più ricomparsi in alcun movimento lento delle sinfonie del compositore austriaco fino alla n. 88.
Il finale contiene uno dei famosi giochi musicali di Haydn, il quale contribuisce a dare alla sinfonia n. 60 il suo caratteristico tono umoristico: l'energica apertura in prestissimo si ferma improvvisamente in seguito a un passaggio orchestrale completamente stonato e i violini sembrano accorgersi che i loro strumenti hanno bisogno di essere accordati, cosa che viene fatta rumorosamente nei successivi 10 o 15 secondi prima che si ricominci a suonare regolarmente.

## Critica
La musica di Haydn venne giudicata positivamente dalla critica contemporanea e dal pubblico, che ne apprezzarono in particolare la vivacità, il calore, lo spirito.
Il musicista e direttore d'orchestra contemporaneo Kenneth Woods ha scritto: